# Death Note
Death Note (デスノート?, Desu Nōto) è un manga scritto da Tsugumi Ōba e disegnato da Takeshi Obata. È stato serializzato in Giappone dal 1º dicembre 2003 al 15 maggio 2006 sul settimanale Weekly Shōnen Jump dalla casa editrice Shūeisha e poi raccolto in dodici volumi tankōbon. L'edizione italiana è stata curata da Planet Manga, etichetta della Panini Comics, che ha pubblicato l'opera dal 19 ottobre 2006 al 18 settembre 2008.
La storia si incentra su Light Yagami, un brillante studente delle scuole superiori che trova un quaderno dai poteri soprannaturali chiamato Death Note, gettato sulla Terra dal dio della morte Ryuk. L'oggetto dona all'utilizzatore il potere di uccidere chiunque semplicemente scrivendo il suo nome sul quaderno mentre ci si figura mentalmente il volto. Light intende usare il Death Note per eliminare tutti i criminali e creare un mondo libero dal male, ma i suoi piani sono contrastati dall'intervento di Elle, un investigatore privato chiamato a indagare sul caso delle misteriose morti dei criminali.
Al manga hanno fatto seguito numerose opere derivate: una serie televisiva anime di 37 episodi, cinque lungometraggi, una miniserie televisiva live action, un dorama, un musical, due light novel e vari videogiochi.

## Regole del Death Note
(Prima regola del Death Note)

Immagine di un Death Note

I Death Note (デスノート?, Desu Nōto) sono dei quaderni neri, dall'aspetto comune, in possesso degli dei della morte (死神?, shinigami). Questi li usano per uccidere gli umani, scrivendone il nome sul proprio quaderno, e allungare di conseguenza la loro esistenza di un numero di anni equivalente a quanto rimaneva da vivere a quella persona. I Death Note possono essere usati nello stesso modo dagli umani (senza il guadagno di anni di vita), a patto che la persona che possiede il quaderno scriva il nome della vittima conoscendone il volto per evitare di colpire eventuali omonimi. Una volta che il nome è stato scritto, la persona muore entro quaranta secondi di arresto cardiaco, a meno che non venga specificata una causa di morte diversa. Attraverso l'utilizzo dei Death Note si possono specificare anche altri dettagli connessi alla morte della vittima, come data e ora, o obbligare il soggetto condannato a compiere delle azioni contro la sua volontà, prima del decesso. La parte funzionale del Death Note è la carta che compone le pagine: anche brandelli o ritagli delle singole pagine, pur separate dal quaderno, se utilizzate sortiscono lo stesso effetto.
Gli dei della morte possono conoscere il nome di ogni persona e il tempo che le resta da vivere semplicemente guardandola; questa capacità può essere ceduta a un umano al costo del dimezzamento del tempo che gli rimarrebbe da vivere. Nel momento in cui il possessore umano di un Death Note rinuncia al quaderno o questo viene distrutto, perde tutti i ricordi connessi al suo uso; può però recuperarli toccando nuovamente quello stesso Death Note. Gli dei della morte possono morire se, per allungare il tempo di vita restante a un umano per cui provano un sentimento affettivo, uccidono un'altra persona al suo posto.

## Trama
Light Yagami è uno studente modello, annoiato dal suo stile di vita e stanco di essere circondato da una società pervasa dal crimine e dalla corruzione. La sua vita prende una svolta decisiva quando un giorno trova per terra un misterioso quaderno nero, intitolato "Death Note", che reca la seguente istruzione: "L'umano il cui nome sarà scritto su questo quaderno morirà". Inizialmente scettico sulla sua autenticità, Light si ricrede quando prova con successo il quaderno su due criminali e incontra il precedente proprietario del Death Note, un dio della morte di nome Ryuk; decide quindi di usare questo nuovo potere per uccidere tutti i criminali, estirpare il male e diventare il "Dio di un nuovo mondo", come usa definirsi. Tuttavia, quando inizia a mettere in pratica il suo proposito, il crescente numero di morti inspiegabili attira l'attenzione degli agenti dell'Interpol e del più famoso detective privato conosciuto come Elle.
Grazie a un'imprudenza di Light, Elle scopre rapidamente che il serial killer, soprannominato dalla gente "Kira" (キラ?), risiede nel Kantō e che può uccidere le persone a distanza. Light viene a conoscenza delle indagini, poiché il padre poliziotto entra a far parte della divisione giapponese che contrasta Kira. Il giovane cerca quindi di crearsi un alibi di ferro e riesce a essere accettato all'interno della squadra investigativa al fianco di Elle, mentre continua una guerra di intelletto e psicologia tra il detective e Kira. Durante il confronto fra i due avversari, subentra un secondo Kira, dietro cui si cela in realtà Misa Amane, una idol giapponese di una certa fama. Dopo una serie di eventi che portano il Death Note a cambiare più volte padrone, Light riesce a manipolare Rem, il dio della morte proprietario del quaderno usato da Misa, affinché uccida Elle per proteggere la ragazza. Sebbene la polizia abbia scoperto l'esistenza dei Death Note e degli dei della morte, Light, ormai al di sopra di ogni sospetto, assume la direzione della squadra investigativa e continua la messinscena della ricerca di Kira senza più avversari in grado di opporglisi.
Cinque anni più tardi, negli Stati Uniti, due nuovi investigatori, Near e Mello, considerati gli eredi di Elle, si mettono a indagare sul caso Kira. Near agisce con l'appoggio del governo e crea la SPK, un'organizzazione nata con l'obiettivo esplicito di catturare Kira; Mello cerca di raggiungere lo stesso fine stringendo un patto con la mafia. I due ragazzi si rivelano abili almeno quanto Elle e usano qualsiasi mezzo per contrastare il loro avversario, così, grazie a una serie di sequestri, riescono ad apprendere dell'esistenza dei Death Note e cominciano a nutrire forti sospetti nei confronti di Light. Il giovane cerca di approfittare di un incontro voluto da Near tra i membri delle due squadre investigative per uccidere i suoi nuovi antagonisti. Tuttavia, Near prevede il proposito e, con l'aiuto di uno dei membri della SPK, Stephen Gevanni, sostituisce il quaderno in possesso di Teru Mikami, aiutante di Light, con un falso. Il tentativo di Light dunque fallisce e, ormai smascherato, scoppia a ridere come un pazzo e ammette di essere Kira. In un tentativo disperato tenta ancora di utilizzare un frammento nascosto del Death Note per uccidere i suoi avversari, ma viene raggiunto dagli spari del collega Tota Matsuda. Prima che siano le ferite a causarne la morte, Ryuk uccide Light scrivendone il nome sul suo quaderno, tenendo così fede alla promessa che fece al loro primo incontro.

## Personaggi
- Light Yagami (夜神 月?, Yagami Raito) è il protagonista della serie, uno dei migliori studenti giapponesi. Una volta trovato il Death Note decide di eliminare tutti i criminali della Terra e di creare un mondo senza il male dove lui possa vivere come un dio. Le sue azioni lo portano all'attenzione dei media, che cominciano a rivolgersi al misterioso assassino che colpisce i malviventi con il nome di "Kira". In seguito all'interessamento al caso da parte di Elle, deve usare tutta la sua abilità e i poteri del quaderno per evitare le deduzioni del detective. È doppiato in giapponese da Mamoru Miyano e in italiano da Flavio Aquilone[2].
- Ryuk (リューク?, Ryūku) è il dio della morte che, per divertimento, fa cadere sulla Terra il Death Note che Light Yagami raccoglie. Neutrale per natura, Ryuk si rifiuta spesso di aiutare Light e si diverte invece ad osservarlo affannarsi per raggiungere i suoi obiettivi. È doppiato in giapponese da Shidō Nakamura e in italiano da Alessandro Rossi[2].
- Elle (エル?, Eru), il cui vero nome è L Lawliet (エル・ローライト?, Eru Rōraito), è un famoso detective privato di cui nessuno conosce la vera identità tranne il suo assistente Watari. Ha raggiunto fama internazionale per aver risolto casi difficili grazie alla sua spiccata logica e intelligenza. Riesce a mettere Light alle strette, ma viene ucciso dalla dea della morte Rem, che, manipolata da Light nel proteggere Misa Amane, scrive il suo nome sul proprio Death Note. È doppiato in giapponese da Kappei Yamaguchi e in italiano da Stefano Crescentini[2].
- Misa Amane (弥 海砂?, Amane Misa) è una famosa idol giapponese che entra in possesso di un Death Note. Misa è ossessionata da Kira dopo che questi ha giustiziato l'assassino dei suoi genitori, e desidera ardentemente aiutarlo, spacciandosi per il "secondo Kira". Quando scopre che Kira è Light, essa si innamora profondamente del giovane, che finge di ricambiare per manipolarla più facilmente ed ottenere i suoi scopi. È doppiata in giapponese da Aya Hirano e in italiano da Germana Savo[2].
- Near (ニア?, Nia), il cui vero nome è Nate River (ネイト・リバー?, Neito Ribā), è uno dei bambini plusdotati dell'orfanotrofio Wammy's House e il primo nella linea di successione a Elle. Incassato il rifiuto del compagno Mello a risolvere insieme il caso Kira, con l'aiuto del governo statunitense crea l'SPK, una organizzazione nata con l'unico obiettivo di catturare Kira. Secondo Near, né lui né Mello raggiungono il livello di Elle, ma congiuntamente riescono a eguagliarlo, se non addirittura a superarlo. È doppiato in giapponese da Noriko Hidaka e in italiano da Jacopo Castagna[2].
- Mello (メロ?, Mero), il cui vero nome è Mihael Keehl (ミハエル・ケール?, Mihaeru Kēru), è un ragazzo dall'intelligenza fuori dall'ordinario cresciuto alla Wammy's House. In seguito alla morte di Elle è il secondo nella linea di successione al detective, ma preferisce allontanarsi dall'orfanotrofio e stringere un accordo con la mafia per trovare Kira, piuttosto che collaborare con il compagno Near. Viene ucciso da Kiyomi Takada, simpatizzante e collaboratrice di Light, che scrive il suo nome sul Death Note seguendo gli ordini di Light. È doppiato in giapponese da Nozomu Sasaki e in italiano da Fabrizio De Flaviis[2].

## Produzione

### Inizio comeone-shot
Il processo di creazione della serie è iniziato quando Tsugumi Ōba realizzò alcune vignette per due concept che furono dati alla Shūeisha. Uno dei due lavori, che poi sarebbe divenuto Death Note, fu ben accolto dalla casa editrice e ricevette reazioni positive da parte dei lettori. Oba ha dichiarato che le idee centrali da cui prende spunto la storia sono le figure degli dei della morte e il rispetto di "regole specifiche" a cui i protagonisti devono sottostare. La sua intenzione era quella di creare una serie ricca di suspense, non sentendosi in grado di realizzare un manga di combattimenti e considerando che non c'erano molte serie su questo tema. L'autore ha inoltre ammesso che contenere la storia per lo one-shot in un unico capitolo è stato "molto difficile" e che la sua realizzazione ha richiesto più di un mese di tempo. Nella trama dell'episodio pilota rivestiva un ruolo importante la Gomma della Morte, un oggetto in grado di riportare in vita le persone uccise con il Death Note, che non ha però trovato spazio nella versione definitiva perché non gradito da Ōba.
Per illustrare il one-shot venne coinvolto il mangaka Takeshi Obata. A detta del disegnatore, quando ricevette per la prima volta la bozza di lavoro di Ōba, non capì subito bene di cosa si trattasse, ma volle ugualmente prendere parte al progetto quando intuì che si trattava di una "storia dell'orrore con gli dei della morte" e perché sembrava un lavoro dai toni "cupi". Obata ha anche affermato che, mentre leggeva le vignette, si domandava come sarebbe proseguita la serie e se i lettori di Shōnen Jump l'avrebbero apprezzata; ha inoltre aggiunto che nonostante non ci fossero grandi scene d'azione, gli era piaciuta subito l'atmosfera del racconto. I due artisti non si incontrarono mai durante la fase di realizzazione dello one-shot. Quando Ōba portò il progetto al suo editore, questi gli disse che non era necessario a suo avviso che lo scrittore si confrontasse con Obata per discuterne, dal momento che "tutto sarebbe andato bene". L'illustratore, senza linee guida precise, disegnò quindi il capitolo pilota seguendo il proprio gusto e la propria sensibilità.

### Serializzazione
Dopo la pubblicazione del one-shot, l'autore non si aspettava che la serie venisse approvata dai piani alti della casa editrice, in quanto la riteneva meno adatta a una rivista come Shōnen Jump. Quando apprese che Death Note sarebbe diventato un manga a pubblicazione settimanale e illustrato da Obata fu tanto sorpreso da "non riuscire nemmeno a crederci". Ōba e Obata si incontrarono di rado durante la realizzazione del manga, motivo per cui il confronto tra i due avveniva soprattutto in maniera indiretta, tramite il loro editore. Nonostante Obata fosse molto curioso, si sforzò di non chiedere all'editore quali sarebbero stati gli sviluppi della storia, mentre Ōba raccontò che quando un giorno chiese all'editore se Obata avesse "detto niente" a proposito della storia o della trama, questi gli rispose: "No, niente", sorridendo. I due si divisero il lavoro. Ōba era responsabile della creazione dello storyboard, contenente i dialoghi e i disegni di base. Questo veniva inviato all'editore, che lo controllava e lo consegnava all'illustratore con lo script corretto e una distribuzione dei pannelli quasi definitiva. Obata determinava quindi le espressioni dei personaggi, le prospettive delle scene e realizzava il prodotto finale. Ōba si preoccupava di fornire a Obata indicazioni precise sulla personalità dei personaggi, ma lasciava l'aspetto e i dettagli all'illustratore. La presa visione a posteriori dell'aspetto fisico di certi soggetti, permise all'autore di farsi un'idea più precisa dei personaggi e lo ispirò nella creazione di nuove scene e dialoghi. All'illustratore venne concessa una libertà artistica notevole anche nel design dei Death Note; originariamente Obata aveva pensato di renderli come grossi volumi simili alla Bibbia, ma poi valutò che in questo modo sarebbero stati "difficili da usare" e optò quindi per un più maneggevole quaderno.
Il programma di lavoro settimanale di Ōba includeva cinque giorni per ideare la trama e un giorno per creare la bozza a matita in cui inserire i dialoghi. A quel punto lo scrittore inviava il progetto iniziale all'editore. Ōba ha dichiarato che a volte gli bastarono tre o quattro giorni per concepire un capitolo, ma che in qualche circostanza questo lavoro lo impegnò fino a un mese. Il lavoro di Obata prevedeva una giornata dedicata alla progettazione dello storyboard e una seconda per realizzare i disegni. In seguito le tavole passavano ai suoi assistenti per quattro giorni e il settimo giorno Obata riprendeva in mano il capitolo per correggere, aggiungere gli ultimi dettagli e completarlo. L'illustratore ha affermato che in qualche circostanza impiegò un paio di giorni in più per le pagine a colori e che questo aveva creato dei disagi al calendario di lavoro. Una parte importante del lavoro di Ōba fu l'attenzione rivolta ai tempi narrativi e ai dialoghi, per fare in modo che il testo fosse il più conciso possibile. Egli riteneva infatti che una storia con un'esposizione eccessiva sarebbe risultata troppo stancante e avrebbe danneggiato la suspense. In diverse circostanze la bozza originale risultò troppo lunga e bisognò modificarla prima di ottenere il giusto ritmo e tempo. Per assicurare uniformità e compattezza alla narrazione, Ōba rileggeva attentamente i "due o quattro" capitoli precedenti a quello su cui stava lavorando al momento.
All'inizio della serializzazione Ōba non aveva idee precise sulla piega che avrebbe fatto prendere alla storia, salvo l'introduzione di un secondo Kira e di Rem. Infine decise di assegnare il ruolo del secondo Kira a una donna, per rendere più appariscenti i disegni e aggiungere una tematica amorosa alla vicenda. Elle venne rappresentato come un personaggio eccentrico per differenziarlo da Light, che sarebbe stato invece uno studente brillante e popolare. Fin dall'inizio, Ōba aveva in mente di concludere la prima parte della narrazione con la risoluzione dello scontro Light-Elle. La morte del detective era solo una di tante opzioni, ma venne scelta come quella più adeguata all'escalation di eventi che avevano portato Misa a essere posta sotto sorveglianza da Elle. Ciò nonostante, l'autore si dichiarò riluttante ad abbandonare il personaggio e la decisione fu molto sofferta. Per non ripetere quanto già visto nel primo arco narrativo, Ōba introdusse due nuovi investigatori, Near e Mello, in modo che lo scontro diventasse a tre e ci fosse più spazio per sottotrame e "schemi di grande portata". Pur non volendo esprimere alcun tema in particolare, l'autore della serie si basò sul concetto secondo cui "bisogna dare il massimo mentre siamo vivi, perché tutti gli esseri umani prima o poi muoiono e non possono essere riportati in vita".

### Adattamento anime

Logo della serie nell'anime

Per adattare il manga in anime furono chiamati Tetsurō Araki alla regia e Toshiki Inoue per la sceneggiatura. Araki ha dichiarato che quando scoprì che era in corso un progetto per animare il manga di Death Note, si mise "letteralmente a supplicare" i produttori per unirsi allo staff e, una volta parte della squadra, insistette sul fatto che Inoue avrebbe dovuto scrivere la sceneggiatura. Lo scrittore aggiunse che era suo desiderio impegnarsi a fondo nel progetto, poiché gli era piaciuto il manga.
Il desiderio di Araki era quello di mettere in evidenza gli aspetti che avevano reso interessante la serie, piuttosto che concentrarsi semplicemente sulla morale o sul concetto di giustizia. Egli riteneva che la presenza di Light fosse l'elemento più riuscito dell'opera originale, di conseguenza l'anime ripercorre il più possibile i pensieri e le azioni del protagonista. Poiché in un anime lo spettatore non può tornare a consultare le pagine lette come farebbe il lettore di manga, il personale dell'adattamento ha fatto in modo che la storia chiarisse i dettagli. A causa della complessità del manga originale, lo sceneggiatore ha descritto questo processo come "decisamente delicato e una grande sfida". Inoue ha anche ammesso di aver abbondato con le istruzioni e le note nel passare il copione all'animazione, appunti che Araki ha reputato cruciali per lo sviluppo della serie.

## Simbologia
Come sottolinea Davide Caci nel suo saggio Death Note. Uno studente modello e il dio della morte, l'opera è permeata di riferimenti a simboli religiosi cristiani. Per esempio la croce è un elemento ricorrente sulle copertine di tutti i volumi del manga, e compare nell'abbigliamento di Misa e come ciondolo sul braccialetto di Mello. Anche la sequenza (presente solo nell'adattamento anime) in cui Elle asciuga i piedi a Light, poco prima di essere ucciso, rimanda alla lavanda dei piedi di Gesù agli apostoli, in particolare a Giuda in qualità di traditore, il giorno prima della morte. Nella sigla iniziale dell'anime si notano dei paralleli tra la scena in cui Naomi Misora regge il corpo di Raye Pember e la Pietà vaticana di Michelangelo, oltre a un riferimento all'affresco del Giudizio universale e una scena in cui viene mostrato Light con le mani aperte, nella tipica posa di Cristo. Un brano della colonna sonora è intitolato inoltre Kyrie e «recita l'elegia del Kyrie eleison (Κύριε ἐλέησον), preghiera della liturgia cristiana che significa "Signore, pietà"».
Una nota a parte, secondo lo studioso, merita la figura della mela. Essa compare nelle mani di Light nella sigla iniziale dell'anime e nelle scene in cui dà da mangiare a Ryuk, che si ciba esclusivamente di questo frutto. Estendendo la lettura cristiana alla mela, essa assurge a «simbolo di peccato e consapevolezza» e suggerisce il collegamento tra la figura di Light e quella di Adamo. Come il personaggio biblico, infatti, Light vuole elevarsi al livello di Dio (vuole diventare il "dio del nuovo mondo") e ci riesce trovando il Death Note; che, come la mela ad Adamo, gli viene consegnato da una creatura superiore, in questo caso un dio della morte, nel racconto biblico il serpente-diavolo. Light crederà quindi come Adamo di aver raggiunto un più alto grado di consapevolezza e di essere in grado di discernere il bene dal male, ma nel suo delirio di onnipotenza subirà una pena simile a quella del patriarca cacciato dall'Eden e cioè la perdita del mondo su cui voleva regnare «per finire in quel limbo che è il mondo degli dei della morte». A tal proposito, Ōba ha affermato nella guida alla lettura di aver inserito la mela solamente perché era un frutto adatto alle dimensioni della bocca di Ryuk, senza voler rimandare a un significato metaforico.

## Media

### Manga
Il manga di Death Note è stato serializzato per la prima volta in Giappone nel settimanale di Shūeisha Weekly Shōnen Jump dal 1º dicembre 2003 al 15 maggio 2006 per un totale di 108 capitoli. Questi sono in seguito stati raccolti in dodici volumi tankōbon, pubblicati dal 2 aprile 2004 al 4 luglio 2006. La pubblicazione dei volumi ha avuto una periodicità irregolare, variando da bimestrale a trimestrale senza uno schema fisso. L'opera è stata esportata in tutto il mondo: in Nord America, Death Note è stato pubblicato da Viz Media dal 10 ottobre 2005 al 7 marzo 2007; in Spagna da Editores de Tebeos; nei Paesi di lingua tedesca da Tokyopop; in Francia da Kana dal 19 gennaio 2007 al 3 ottobre 2008.
In Italia i diritti del manga sono stati acquistati da Planet Manga, etichetta di Panini Comics, che ha pubblicato i dodici volumi di Death Note a cadenza bimestrale dal 19 ottobre 2006 al 18 settembre 2008, con la traduzione di Giacomo Calorio. I volumi sono stati in seguito ristampati svariate volte. La casa editrice ha anche pubblicato una ristampa della serie in formato 13×20, intitolata Death Note Gold, ristampata anch'essa, in versione deluxe con sovraccoperta. Proprio la versione Gold ha generato delle proteste da parte dai lettori per via di una pagina mancante nel volume 8 e di errori e imperfezioni di traduzione. La Panini Comics ha risposto alle critiche con un comunicato, in cui, pur scusandosi, ha dichiarato che non avrebbe sostituito le copie incriminate, limitandosi ad allegare la pagina mancante. L'11 gennaio 2010, tuttavia, la casa editrice ha fatto un passo indietro e ha affermato in un comunicato che avrebbe sostituito gratuitamente le copie fallate. L'8 novembre 2012 è iniziata la pubblicazione di una ristampa a cadenza bimestrale intitolata Death Note: Black Edition, che si è conclusa il 19 settembre 2013 per un totale di sei volumi, raccogliendo in un unico albo due volumi del manga originale.
Nel 2020 gli autori hanno realizzato un capitolo one-shot di 87 pagine, ambientato anni dopo gli avvenimenti della serie principale e con un nuovo protagonista: Minoru Tanaka. La storia è stata pubblicata il 4 febbraio sulla rivista giapponese Jump Square ed è stata resa disponibile online in tutto il mondo tradotta in inglese e spagnolo da Shūeisha.

#### Death Note 13: Guida alla lettura

Death Note 13: Guida alla lettura

Oltre ai volumi della serie regolare, è stato pubblicato anche un tredicesimo capitolo, intitolato Death Note 13: Guida alla lettura (デス ノート ハウ トゥー リード 13?, Desu Nōto Hau Tū Rīdo 13) contenente il riassunto della storia, le schede dei personaggi e l'elenco delle strategie da loro utilizzate, la lista completa delle regole del Death Note, una doppia intervista agli autori Ōba e Obata, un'intervista a Ōba sulle questioni irrisolte della storia e alcuni sketch comici con i protagonisti di Death Note.
È inoltre presente il capitolo pilota one-shot, con cui Ōba e Obata hanno presentato per la prima volta il manga sulle pagine di Weekly Shōnen Jump. In questa storia di 55 pagine, un Death Note finisce nelle mani di un ragazzino di 13 anni, Tarō Kagami (鏡太郎?, Kagami Tarō), che utilizzandolo uccide accidentalmente alcuni suoi compagni di classe. Pochi giorni dopo gli si presenta davanti il dio della morte Ryuk, che gli spiega di essere il legittimo proprietario del quaderno e di averlo perduto accidentalmente. Intanto alcuni agenti di polizia si mettono al lavoro per comprendere come sia possibile che cinque studenti, tutti appartenenti alla stessa classe, siano morti di arresto cardiaco nel giro di due giorni. Tra il panico del ragazzino e le varie vicende scolastiche Ryuk mostra a Kagami una gomma da cancellare, chiamata "Gomma della Morte" (Death Eraser in originale), spiegandogli che cancellando con quella gomma un nome dal Death Note, la persona indicata sarebbe tornata in vita. Alcuni elementi di questo episodio, come la Gomma della Morte, sono assenti nella versione finale del manga.

### Anime

Copertina del secondo DVD italiano dell'edizione Panini Video

L'adattamento anime di Death Note, diretto da Tetsurō Araki, animato da Madhouse e prodotto dalle compagnie giapponesi Nippon Television, Shūeisha, D.N. Dream Partners e VAP, è stato trasmesso in Giappone dal 3 ottobre 2006 al 26 giugno 2007 per un totale di 37 episodi. Le puntate sono andate in onda su Nippon Television a cadenza settimanale ogni martedì alle ore 00:56. La serie animata segue fedelmente il manga, discostandosi solo nella cronologia, che è spostata avanti di tre anni, nella semplificazione di dettagli e approfondimenti minori, e in alcune differenze nell'ordine e nello svolgimento degli avvenimenti. La serie è stata pubblicata in Giappone in DVD in tredici volumi dal 21 dicembre 2006 al 21 dicembre 2007. Un'edizione Blu-ray in un cofanetto composto da sette dischi è stata commercializzata a partire dal 19 ottobre 2016.

#### Edizioni estere
L'opera è stata trasmessa in diversi Paesi oltre al Giappone. In Nord America la serie è stata resa disponibile per il download, in un'edizione in giapponese con i sottotitoli in inglese, mentre era ancora in programmazione nel Paese del Sol levante. Successivamente sono stati trasmessi in prima visione TV gli episodi doppiati; negli Stati Uniti nel programma Adult Swim di Cartoon Network dal 20 ottobre 2007 al 6 luglio 2008; in Canada sulla rete YTV dal 28 ottobre 2007 al 4 luglio 2008. In Spagna l'anime è stato trasmesso sul canale Animax España e in America Latina, nelle due versioni con doppiaggio spagnolo e portoghese, sull'emittente Animax Latinoamérica. In Francia Death Note è stato distribuito da Kana Video e trasmesso sulla rete televisiva MCM dal 2 febbraio 2008 al ritmo di due episodi ogni settimana (una il sabato e una la domenica), con una ritrasmissione aggiuntiva il giovedì sera.
In Italia i diritti dell'anime sono stati acquistati dalla Panini Video. La compagnia ha raggiunto un accordo con l'emittente MTV per la trasmissione della serie in televisione e, dal 28 ottobre 2008 al 9 giugno 2009, le puntate sono andate in onda ogni martedì alle ore 22:00. Il 6 novembre 2008 è stato messo in commercio da Panini Video il primo volume della serie in DVD, che è continuata con l'uscita di altri otto dischi. Il doppiaggio è stato eseguito dalla compagnia C.D. - Cine Dubbing International sotto la direzione di Anton Giulio Castagna e con Maria Teresa Di Blasi in qualità di responsabile dei dialoghi. Sono state realizzate due versioni del doppiaggio: una, più fedele, è stata destinata ai DVD e al mercato dell'home video, mentre per la trasmissione su MTV è stato prodotto un doppiaggio censurato. Quest'ultimo presenta censure relative soprattutto alla parola "Dio", sostituita con sinonimi o fatta intuire con giri di parole. Sono presenti anche altri tagli minori alla traccia audio nel caso di parole o frasi scurrili. Inoltre nell'ultimo episodio è stata censurata la scena del suicidio di Mikami; questo episodio venne però ritrasmesso in forma integrale la sera stessa a mezzanotte. I diritti dell'anime sono stati ceduti dalla Panini Video alla Dynit, che ha ripubblicato la serie in due box da quattro DVD ciascuno, usciti rispettivamente il 30 ottobre e il 18 dicembre 2013, e ha reso disponibile la serie in streaming sulla piattaforma on demand VVVVID.it a partire da febbraio 2015. Dal 24 febbraio 2016 è disponibile sulla piattaforma Netflix.

#### Speciali
Il 31 agosto 2007 è stato trasmesso su Nippon Television uno speciale televisivo della durata di circa due ore intitolato Death Note Rewrite: Genshisuru kami (DEATH NOTEリライト·幻視する神? "Death Note, riscrittura - Il dio con le allucinazioni") e noto anche col titolo internazionale di Death Note Rewrite: The Visualizing God. Si tratta di una sorta di riassunto dei primi 26 episodi che vengono raccontati da Ryuk, invecchiato rispetto a quello che viene mostrato nella serie, a un altro misterioso dio della morte il quale, interessato alle vicende di Light e dello stesso Ryuk, vorrebbe andare nel mondo degli umani. Alcune delle scene di questo episodio extra sono state modificate rispetto alle puntate precedenti, mentre altre sono del tutto inedite. Un secondo speciale di circa un'ora e mezza, intitolato Death Note Rewrite 2: L o tsugu mono (DEATH NOTEリライト2·Lを継ぐ者? "Death Note, riscrittura 2: I successori di Elle") e conosciuto anche con il titolo internazionale di Death Note Rewrite 2: L's Successors, è andato in onda il 22 agosto 2008. Anche questo episodio costituisce un riassunto della serie originale, concentrandosi stavolta sulla seconda metà della storia. Contiene un maggior numero di scene e dialoghi inediti rispetto al precedente. Entrambi gli speciali sono stati pubblicati in DVD da VAP rispettivamente il 19 marzo e il 21 novembre 2008.

### Live action
Death Note è stato adattato per il grande schermo in forma di tre film live action, prodotti da Nippon Television e distribuiti nelle sale giapponesi da Warner Bros. I primi due sono stati diretti da Shūsuke Kaneko e il terzo da Hideo Nakata. Il primo film, Death Note - Il film, è stato proiettato per la prima volta in Giappone il 17 giugno 2006, restando in vetta al botteghino per due settimane. È parzialmente fedele al manga — presentando solo alcune differenze come l'aggiunta di Shiori, la ragazza di Light — e la storia si svolge sotto forma di flashback di Light, che, ormai all'università, rivive il ritrovamento del Death Note e gli eventi seguenti, avvenuti qualche anno prima. Il sequel, Death Note - Il film: L'ultimo nome, è stato distribuito a partire dal 3 novembre 2006 e si discosta decisamente dal manga nel finale, in cui Elle riesce a sconfiggere Light e a trovare le prove della sua colpevolezza, sopravvivendogli per una ventina di giorni, salvo poi morire a causa del Death Note. Il 9 febbraio 2008 è uscito nelle sale giapponesi L change the WorLd, uno spin-off che riprende la linea narrativa dei primi due lungometraggi e si incentra sugli ultimi giorni di vita dell'investigatore Elle, alle prese con un gruppo di bio-terroristi.
A settembre 2016 è stata trasmessa in Giappone una webserie live action intitolata Death Note: New Generation, collocata cronologicamente dopo gli eventi de L'ultimo nome e destinata a colmare i dieci anni di tempo tra le vicende dei primi due film e l'imminente Death Note - Il film: Illumina il nuovo mondo, che al tempo era in lavorazione. Il quarto film ha debuttato il 29 ottobre successivo e presenta un nuovo cast di giovani detective alle prese con un caso di terrorismo informatico e sei Death Note inviati nel mondo dei vivi.
Death Note ha suscitato l'interesse di diverse case di produzione statunitensi, intenzionate a filmarne un eventuale remake hollywoodiano. I diritti per l'adattamento sono stati acquistati nel 2009 da Warner Bros., che ha ingaggiato Anthony Bagarozzi e Charles Mondry per scrivere la sceneggiatura e Shane Black per dirigere il film. In un'intervista pubblicata il 24 aprile 2013 Black ha confermato di essere al lavoro sul progetto e di avere intenzione di scrivere la sceneggiatura entro i tre mesi seguenti. L'8 luglio 2014 il sito The Tracking Board ha rivelato che Gus Van Sant sarebbe subentrato a Black in qualità di regista e che Dan Lin, Doug Davison, Roy Lee e Brian Witten lo avrebbero affiancato in qualità di produttori. Nell'aprile 2015 viene invece rivelato che il compito è stato affidato ad Adam Wingard, regista degli horror The Guest e You're Next. L'ultima stesura della sceneggiatura è opera di Jeremy Slater, autore di Fantastic 4 - I Fantastici Quattro e The Lazarus Effect. Dopo che Warner Bros. ha accantonato definitivamente il progetto, Netflix ne ha rilevato i diritti e ha distribuito il film, intitolato Death Note - Il quaderno della morte, a partire dal 25 agosto 2017.

### Colonne sonore
La colonna sonora originale dell'anime è stata composta da Hideki Taniuchi e Yoshihisa Hirano e raccolta in tre CD. Il primo, Death Note Original Soundtrack, è stato pubblicato in Giappone il 21 dicembre 2006; il secondo, Death Note Original Soundtrack II, è stato pubblicato il 21 marzo 2007; il terzo Death Note Original Soundtrack III è stato messo in commercio a partire dal 27 giugno 2007. I brani appartengono a generi musicali diversi e spaziano da stili contemporanei come pop e rock a musica antica come musica da camera, musica sacra e canti gregoriani. Le sigle dell'anime sono eseguite dal gruppo visual kei Nightmare e da quello metalcore Maximum the Hormone. Le sigle di apertura sono the WORLD (episodi 1-19) dei Nightmare e What's Up, People?! (episodi 20-37) dei Maximum the Hormone. Le sigle di chiusura sono Alumina (アルミナ?, Arumina) (episodi 1-19) dei Nightmare e Zetsubō Billy (絶望ビリー?, Zetsubō Birī) (episodi 20-36) dei Maximum the Hormone. L'episodio 37 presenta al posto della ending Zetsubō Billy, il brano strumentale Coda〜Death Note, accompagnato dai titoli di coda e da alcune ultime animazioni riguardanti Light e Misa, insieme a una breve apparizione di Elle.
Sono stati pubblicati anche diversi CD con le colonne sonore dei film live action. Sound of Death Note contiene le musiche del primo film Death Note, composte e arrangiate da Kenji Kawai. È stato pubblicato il 17 giugno 2006 dalla VAP. Sound of Death Note the Last name, pubblicato il 2 novembre 2006, contiene la colonna sonora del film Death Note - Il film: L'ultimo nome. Il 23 gennaio 2008 è uscito Sound of L change the WorLd, il CD con le musiche del terzo film di Death Note, L change the WorLd. Death Note Tribute è un album tributo dedicato al film live action Death Note. È stato pubblicato il 21 giugno 2006 dalla BMG Japan e contiene 15 brani interpretati da vari artisti, tra cui Shikao Suga, M-Flo, Buck-Tick e Aya Matsuura. Per il secondo film è stato realizzato un secondo album tributo, The Songs for Death Note the Movie〜the Last name Tribute. È stato messo in commercio dal 20 dicembre 2006, per un totale di 14 brani cantati da vari artisti, tra i quali Orange Range, Abingdon Boys School, High and Mighty Color, Doping Panda e Galneryus.

### Light novel
Un adattamento light novel della serie, intitolato Another Note: Il serial killer di Los Angeles (アナザーノート ロサンゼルスBB連続殺人事件?, Anazā nōto - Rosanzerusu bī bī renzoku satsujin jiken, lett. "Un altro quaderno - Il caso degli omicidi seriali di BB di Los Angeles"), è stato scritto dall'autore Nisio Isin e pubblicato dalla Shūeisha il 1º agosto 2006. Il romanzo, narrato dal punto di vista di Mello, racconta di un precedente caso di investigazione, che vede l'agente dell'FBI Naomi Misora lavorare al fianco di Elle nella cattura del criminale Beyond Birthday. La light novel è stata pubblicata in inglese da Viz Media il 19 febbraio 2008; in italiano è stata edita da Panini Comics a luglio 2009 e una seconda ristampa è uscita il 16 settembre 2010.
Una seconda light novel, L change the WorLd, scritta da "M" e pubblicata da Shūeisha il 25 dicembre 2007, costituisce un adattamento del film omonimo. Nonostante si mantenga abbastanza fedele al lungometraggio, ci sono delle differenze significative nella storia. Come la precedente, anche questa light novel è stata pubblicata in inglese da Viz Media, il 20 ottobre 2009; e in italiano è stata edita da Panini Comics nel 2009 e una seconda ristampa è uscita il 17 marzo 2011.

### Dorama
Nell'aprile 2015 è stato annunciato sulle pagine di Weekly Shōnen Jump che Death Note sarebbe stato adattato in un dorama televisivo che avrebbe debuttato nel luglio dello stesso anno. La serie è stata trasmessa dal 5 luglio al 13 settembre 2015 sulla rete giapponese Nippon Television ed è stata proposta in simulcast con qualche giorno di distacco in tutto il mondo da Crunchyroll e in Italia da Dynit sulla piattaforma VVVVID. Invece di riproporre il cast dei film live action, la serie presenta nuovi attori: tra cui Masataka Kubota nei panni di Light, Kento Yamazaki come Elle, Mio Yūki come Near e Hinako Sano come Misa.

### Musical
Death Note è stato adattato in un musical, composto da Frank Wildhorn su testi di Jack Murphy. L'opera ha debuttato al Nissay Theatre di Tokyo nell'aprile 2015 ed è stata poi replicata al LG Art Center di Seul nei mesi di luglio e agosto.

### Giochi e videogiochi
Un videogioco di strategia di Death Note sviluppato e pubblicato dalla Konami per Nintendo DS e intitolato Death Note: Kira Game (DEATH NOTE キラゲーム?, Desu Nōto Kira Gēmu), è stato pubblicato il 15 febbraio 2007. Il giocatore può scegliere se interpretare il personaggio di Kira o Elle e, tramite una serie di investigazioni e di indizi, deve cercare di scovare l'identità del suo rispettivo nemico. Un sequel del gioco, Death Note: L o tsugu mono (DEATH NOTE Lを継ぐ者?, Desu Nōto Eru o tsugu mono, lett. "Death Note - I successori di Elle"), è uscito il 12 luglio 2007. Presenta uno schema di gioco simile al precedente, focalizzandosi maggiormente sulla seconda parte della storia e sui personaggi di Near e Mello. Un terzo gioco intitolato L: The Prologue to Death Note - Rasen no trap (L the proLogue to DEATH NOTE -螺旋の罠-?, L the proLogue to DEATH NOTE -Rasen no torappu-, lett. "Elle - Il prologo di Death Note - La trappola a spirale"), è stato pubblicato per Nintendo DS il 7 febbraio 2008. L'opera costituisce un prequel agli eventi di Death Note e permette al giocatore di vestire i panni di un giovane investigatore dell'FBI e di affrontare diverse missioni con l'aiuto di Elle.
Diversi personaggi di Death Note compaiono in Jump Super Stars e Jump Ultimate Stars, videogiochi picchiaduro sviluppati da Nintendo, che presentano molti protagonisti delle serie pubblicate su Weekly Shōnen Jump. Light, Ryuk ed Elle compaiono infatti in Jump Super Stars come personaggi secondari; mentre nel cast di Jump Ultimate Stars si aggiungono anche Misa, Near e Mello. Light Yagami e Ryuk compaiono anche all'interno del videogioco crossover Jump Force come personaggi non giocabili.
Nel maggio 2009 è uscito il gioco Death Note: Investigation Card Game, curato dall'autore italiano Giacomo Santopietro e pubblicato in esclusiva per il mercato italiano da Trofè. Un ulteriore gioco da tavolo, Death Note: Confrontation, prodotto da IDW Games e Viz Media per due giocatori, è stato distribuito a partire dal 6 giugno 2018.
Il 5 novembre 2024 è stato pubblicato per PS4, PS5 e PC il videogioco Death Note: Killer Within. In esso fino a dieci giocatori, divisi in due squadre, possono vestire i panni di Light e dei suoi seguaci o di L e della squadra investigativa. Lo scopo del gruppo di Light è di uccidere i propri bersagli con il Death Note, mentre il team di L deve eliminare la minaccia del quaderno; entrambe le squadre devono inoltre cercare di scoprire le identità dei giocatori avversari.

## Accoglienza

### Critica

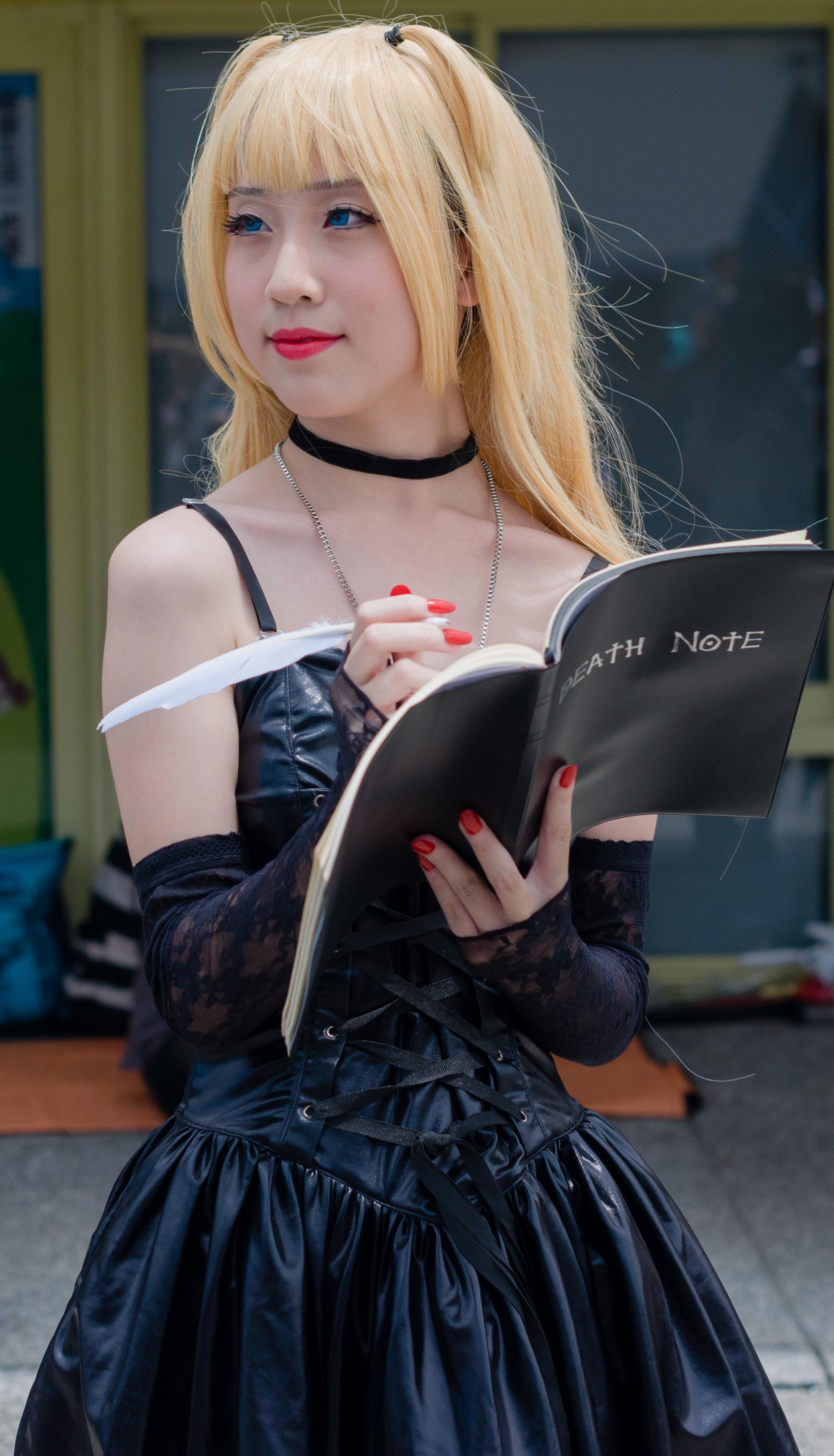
Una cosplayer nei panni di Misa

Death Note ha avuto un'ottima accoglienza in vari Paesi. In Giappone si è rivelato un caso mediatico di enorme impatto, sia come numero di lettori sia come introiti per vendita dei volumi e del vasto merchandise. Alla fine del 2008 il numero di volumi venduti raggiunse i 26,5 milioni di copie. Nel dicembre 2015 è la seconda serie anime con il voto più alto sull'Internet Movie Database, dietro a Fullmetal Alchemist: Brotherhood, con una valutazione media di 9,0/10. Sia Light che Elle sono inclusi nell'elenco di IGN dei 25 migliori personaggi degli anime, mentre la serie si ritrova spesso nelle liste degli anime e manga più belli di tutti i tempi. Zac Bertschy di Anime News Network ha notato che la differenza tra Death Note e altri manga dello stesso genere è molto grande, citando a supporto il personaggio di Light, che, pur essendo il protagonista, non possiede i tratti distintivi dell'eroe e anzi commette dei veri e propri crimini, con cui è difficile simpatizzare, ma che lo rendono al tempo stesso più umano e credibile. Nonostante, secondo il critico, alcuni lettori del genere shōnen potrebbero rimanere meravigliati e interdetti dai temi maturi e dalla serietà di Death Note, il giudizio complessivo dell'opera si mantiene alto per via delle belle illustrazioni, della storia e dei personaggi convincenti. Julie Rosato di Mania Entertainment ha trovato la storia molto interessante, apprezzando lo sviluppo e l'evoluzione di Light, l'introduzione di Elle e di come questi cominci a sospettare dell'identità del primo. Ha inoltre lodato la trama per essere in grado di "costruire un climax" con ogni dettaglio presentato nel primo capitolo, creando aspettative nei lettori per sapere cosa succederà negli episodi successivi.
Briana Lawrence di Anime News Network ha parlato di Death Note come di "una delle partite di tennis più lunghe e meglio giocate nella storia degli anime", alludendo allo scontro tra Kira ed Elle; e ha aggiunto che uno degli elementi di maggior fascino è che la storia non ha un cattivo per antonomasia, ma presenta due punti di vista che si identificano entrambi nel concetto di giustizia. La scrittrice ha criticato la seconda parte della storia come il punto debole del manga, in cui, dal suo punto di vista, vengono a mancare le rivelazioni sul Death Note, l'approfondimento su personaggi secondari, l'acume di Light, e in generale tutti quegli elementi che avevano reso interessante la prima parte e che si rivedono, per una degna conclusione, solo nell'ultimo volume. La rivista elettronica Everyeye ha apprezzato l'opera, pur evidenziando che essa "può scoraggiare per la mole di lunghezza dei dialoghi e per la mancanza di scene di azione". Melissa Sternenberg di T.H.E.M. Anime gli assegna 5 stelle su 5, sottolineando che la serie offre, oltre che ad uno spettacolo gradevole, anche la possibilità di meditare su "l'enigma morale" di che cosa fare se ci si dovesse trovare nella stessa situazione di Light. Analizzando l'anime, la critica ha dichiarato di non trovare "nulla di cui lamentarsi", gradendo la fluidità dell'animazione, la fedeltà del character design al manga originale e la scelta musicale.
Death Note è stato candidato nel 2007 al Premio Seiun e al Premio culturale Osamu Tezuka ed è risultato vincitore nella categoria miglior anime ai Tokyo Anime Awards. A livello internazionale ha ricevuto una nomination nel 2006 nella categoria miglior manga agli American Anime Awards e ha vinto gli Eagle Awards, sempre nella categoria manga, nel 2008. In un sondaggio del gennaio 2007, indetto da Oricon tra i fan giapponesi di manga e anime sul personaggio che avrebbero rivisto più volentieri in uno spin-off, il vincitore risultò Elle, che si piazzò al primo posto nella classifica femminile e al secondo in quella maschile. Nel 2014, in occasione del decimo anniversario del manga la Shūeisha ha lanciato una serie di iniziative per celebrare l'opera in Giappone. Tra le proposte vi è stata l'apertura di un sito internet dedicato ai festeggiamenti, una nuova ristampa del manga in sette volumi, con i primi due pubblicati in contemporanea il 18 marzo, e una serie di eventi chiamati "real escape game", tenuti a Tokyo e Osaka, in cui i partecipanti avevano un'ora di tempo per risolvere degli enigmi, fuggire da una stanza dove erano tenuti prigionieri e trovare il nuovo "Kira".

### Controversie
All'inizio del 2005 alcune autorità scolastiche di Shenyang, la capitale della provincia di Liaoning in Cina, hanno bandito il manga di Death Note perché c'erano stati dei casi di studenti che avevano modificato i loro diari e quaderni per assomigliare a un Death Note e vi avevano scritto i nomi di conoscenti e insegnanti. Il divieto è stato giustificato per preservare "la salute mentale e fisica" degli studenti da "materiale orribile che inganna bambini innocenti e distorce le loro menti e coscienze". Il bando è stato esteso anche ad altre città cinesi, incluse Pechino, Shanghai e Lanzhou. Versioni legali di Death Note in lingua cinese sono edite a Hong Kong e Taiwan. Una reazione simile si è avuta in Russia, dove nel maggio 2013 l'organizzazione dei genitori del circondario federale degli Urali ha inviato una lettera al presidente Vladimir Putin invocando il divieto di pubblicazione del manga, che a loro dire avrebbe un influsso negativo sui bambini fino a provocare una "ondata di suicidi".
Nel mondo ci sono stati diversi casi di crimini e di imitazioni della serie. Il 28 settembre 2007 due note, in cui si affermava "Watashi wa Kira Dess" [sic], ovvero "Io sono Kira" (私 は キラです?, Watashi wa Kira desu), sono state trovate vicino ai resti di un uomo assassinato in Belgio. Nello stesso anno, uno studente dell'ultimo anno della Franklin Military Academy di Richmond negli Stati Uniti è stato sospeso dopo essere stato trovato in possesso di una replica di Death Note con i nomi dei suoi compagni scritti su di esso. Altri casi simili di imitazione del quaderno della morte si sono ripetuti nel 2008 negli Stati Uniti, in una scuola della Carolina del Sud; in un istituto a Gadsden, in Alabama, in Nuovo Messico e a Gig Harbor nello Stato di Washington.

## Citazioni, riferimenti e parodie
- La puntata 25 di Gintama è una parodia dello scontro psicologico tra Light ed Elle e mostra, verso la fine, la silhouette di Ryuk su un tetto che definisce gli umani "creature stupide"[137].
- L'episodio 185 di Keroro è ispirato per intero a Death Note, con il finale che riprende l'ultima puntata della serie animata[138].
- Il capitolo Murder, He Wrote del quattordicesimo numero di Bart Simpson's Treehouse of Horror, edito Bongo Comics, è stato realizzato dall'artista Nina Matsumoto reinterpretando i personaggi della serie in chiave Death Note[139].
- Death Note ha ispirato il singolo Shinigami Eyes (2022) della cantante canadese Grimes.[140]